# Матюхін Сергій Володимирович
Матю́хін Сергі́й Володи́мирович (* 21 березня 1980, Дачне, Донецька область) —  український футболіст, захисник, гравець національної збірної України. По завершенні ігрової кар'єри — футбольний тренер.

## Клубна кар'єра
Вихованець дніпропетровського спортивного інтернату. Розпочав професійну футбольну кар'єру у дніпропетровському «Дніпрі», дебютував у складі команди в чемпіонаті України 4 вересня 1997 року, вийшовши на заміну у матчі проти «Зірки» (Кіровоград, нині Кропивницький) (перемога 3:1). Загалом за дніпропетровську команду у чемпіонатах України провів 101 матч, відзначився 7 голами. Надалі залишається гравцем, права на якого належать «Дніпру».

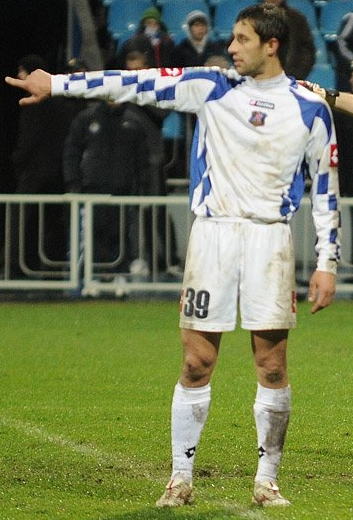
23 березня 2009

У 2002 та 2008 роках на правах оренди виступав у складі «Кривбаса». З 2009 року — в оренді в столичному «Арсеналі».
Завершив професійну ігрову кар'єру в «Олександрії» у 2011 році., після чого ще виступав в аматорських змаганнях за одеський «Совіньйон».

## Виступи за збірні
Виступав за національну збірну України, дебют — 31 березня 2004 року у товариському матчі проти збірної Македонії (поразка 0:1). Усього у складі головної команди країни провів 3 матчі.

## Тренерська робота
У 2012–2013 роках закінчив тренерські курси (отримав дипломами категорії АВ), і в січні 2015 року почав працювати в молодіжній команді «Чорноморця» (помічник головного тренера).

## Нагороди і досягнення
- Медаль «За працю і звитягу» (2006)[4]